# 祝寿河
祝寿河（1919年—1987年），男，江苏苏州人，中国儿科专家，曾任北京友谊医院院长，北京市临床医学研究所所长，教授、主任医师。

## 家庭
父亲祝海如。哥哥朱成（祝寿山），弟弟祝寿嵩。